# Flughafen Kigoma

i7
i11
i13
Der Flughafen Kigoma (IATA-Code: TKG, ICAO-Code: HTKA) ist ein kleiner Flughafen im Westen von Tansania. Er liegt am östlichen Stadtrand von Kigoma, der Hauptstadt der gleichnamigen Region.

## Geschichte
Der Flughafen wurde 1954 errichtet, um Regierungsbeamte in den Westen des damaligen Tanganjika zu transportieren. Im Jahr 1979 wurden Erweiterungen durchgeführt, sodass Flugzeuge vom Typ De Havilland Canada DHC-5 Buffalo der East African Airways landen konnten. Zwei Jahre später wurden das Terminal und die Verwaltungsgebäude erweitert. Die Verlängerung der Start- und Landebahn erfolgte 2010 gemeinsam mit der Errichtung von zwei Rollbahnen.

## Kenndaten
Nach ICAO ist der Flughafen als 3C klassifiziert. Er wird von der staatlichen Behörde Tanzania Airports Authority (TAA) verwaltet.
- Abkürzungen: Der Flughafen hat den IATA-Code TKQ und den ICAO-Code HTKA.[3]
- Piste: Die asphaltierte Piste liegt in der Richtung 16/34. Sie ist 1767 m lang, 40 m breit und liegt 817 m über dem Meer.[4]
- Funkfrequenz: Der Tower ist über die Frequenz 118,4 erreichbar.[4]
- Brandklasse: Der Flughafen hat die Brandklasse CAT 5.[1]

## Fluggesellschaften und Ziele
Air Tanzania fliegt 6-mal je Woche nach Daressalam und dreimal wöchentlich nach Bujumbura in Burundi (Stand 2022).

## Zwischenfälle
- Am 12. Juli 2006 verunglückte eine von der UN gecharterte Frachtmaschine Lockheed L-100 Hercules bei der Landung. Nach einem Durchstarten sank das Flugzeug beim 2. Versuch zu rasch und stürzte rund 300 Meter neben der Piste ab. Alle 5 Besatzungsmitglieder überlebten. Am Flugzeug entstand ein Totalschaden.[5]

- Am 9. April 2012 kam eine De Havilland DHC-8 beim Start über die Startbahn hinaus. Das rechte Fahrwerk knickte ein, die rechte Tragfläche brach ab und der Motor drang in den Rumpf ein. Alle 39 Passagiere und 4 Besatzungsmitglieder überlebten den Unfall, das Flugzeug wurde zum Totalschaden.[6]